# Hibiya
Hibiya (日比谷) est un quartier de l'arrondissement de Chiyoda à Tōkyō. Il s'étend le long de l'avenue Hibiya-dōri (Route nationale 1) de Yūrakuchō à Uchisaiwaichō.

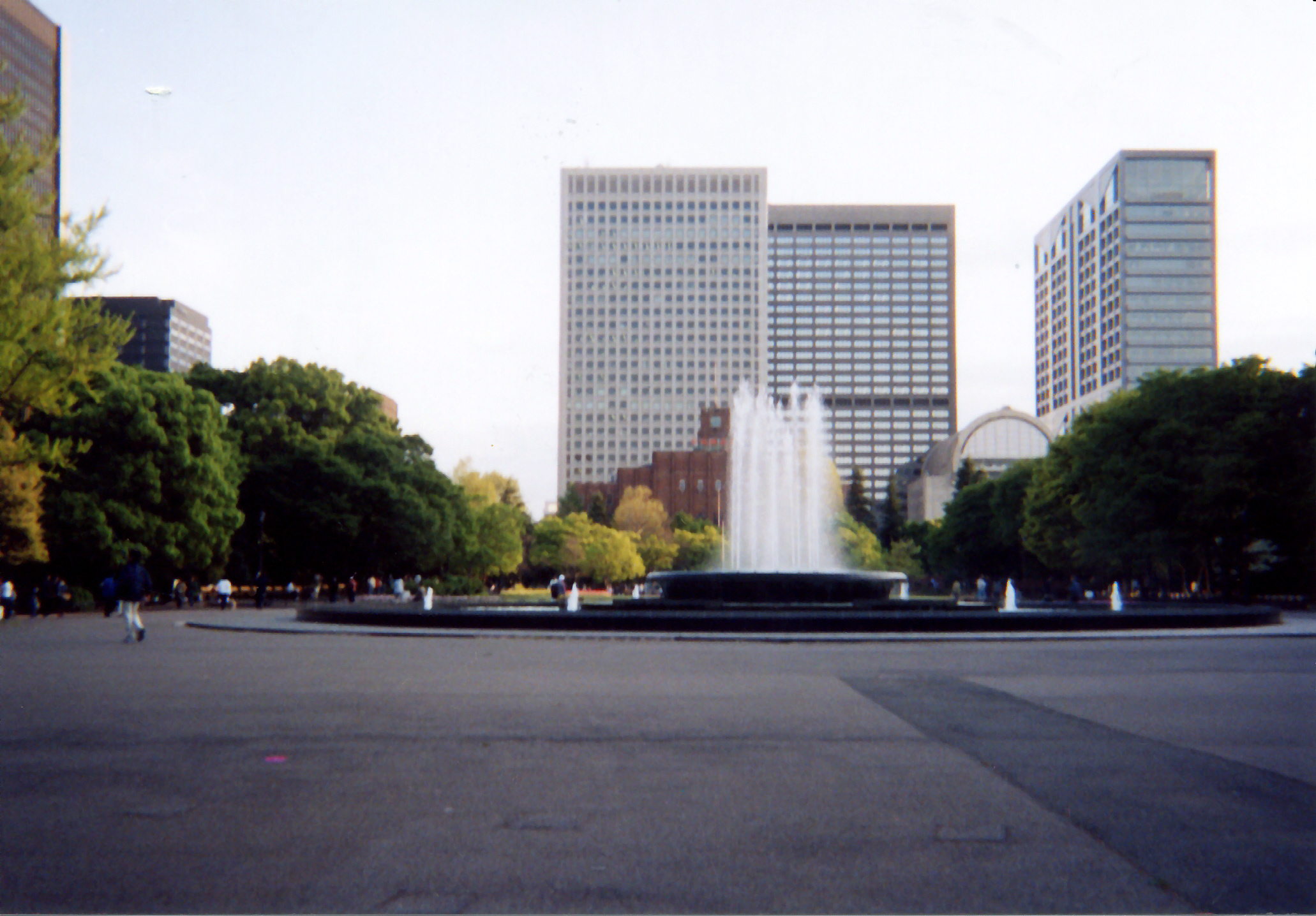
Vue depuis la Gare de Hibiya

Avant la réorganisation de la ville de Tōkyō, Hibiya était un arrondissement nommé Kōjimachi.
Sous l'ère Tokugawa, le Bakufu travaillait autour du Château d'Edo, zone qui fut développée et en partie gagnée sur la mer. Le paisible village de pêcheur se mua en ville ordonnée, hôte de nombreux Daimyō.
À partir de la restauration Meiji, Hibiya et la ville de Tōkyō sont devenues des symboles de modernités grâce à leurs nombreux bâtiments réputés, notamment l'Hôtel impérial (premier hôtel de style occidental), le Rokumeikan, l'ancienne mairie de la ville, mais aussi au Tokyo club (un pionnier des clubs la haute-société).
Dans les années 1930, les premiers feux de signalisation du Japon y furent installés.
Le quartier qui était le centre de la haute société et de l'aristocratie est maintenant devenu un centre professionnel représentatif du Japon où s'alignent de nombreux bureaux, théâtres, hôtels et grandes entreprises.